# Pál Kitaibel
Pál Kitaibel, o Paul Kitaibel o anche Paulus Kitaibelius (Mattersburg, 3 febbraio 1757 – Budapest, 13 dicembre 1817), è stato un botanico, chimico e medico ungherese.

## Biografia
Frequentò il ginnasio a Sopron ed il liceo a  Győr, iscrivendosi poi nel 1780 all'Università di Buda, per studiare medicina e diritto; in seguito studiò anche chimica e botanica. Dal 1794 insegnò a Pest, dove divenne anche direttore del locale Giardino botanico.
Nel periodo dal 1795 al 1815 egli si dedicò alla ricerca sulle piante dell'Ungheria. Per le sue ricerche adottò un metodo interdisciplinare.
Nel 1789 scoprì il tellurio, ma successivamente riconobbe che il collega Franz-Joseph Müller von Reichenstein aveva già isolato l'elemento nel 1782.
In Descriptiones & icones plantarum rariorum Hungariae si trova la prima descrizione di Nymphaea lotus f. Thermalis.

## Piante che ne hanno ricevuto il nome
Il genere Kitaibelia, delle Malvaceae, prese il suo nome, assegnatogli da Carl Ludwig von Willdenow;
Portano il suo nome anche  le specie:
- Ablepharus kitaibelii [3]
- Cardamine kitaibelii
- Cardamine kitaibelii
- Kitaibela vitifolia
- Knautia kitaibelii
- Aquilegia kitaibelii

## Opere
- Con il conte Franz de Paula Adam von Waldstein (1759–1823): Descriptiones & icones plantarum rariorum Hungariae ("Descrizioni e immagini delle rare piante ungheresi"; M.A. Schmidt, Wien, tre volumi 1802–1812; Folio (465 × 332 mm)).
- Hydrographica Hungariae. Praemissa auctoris vita. Edidit Joannes Schuster. Pest, J.M. Trattner de Petróza, 1829. 2 Auflagen.
- Kurze Analyse des Szalatnyaer Mineralwassers.